# Јована Петровић
Јована Петровић (Београд, 20. септембар 1973) српска је филмска, телевизијска и позоришна глумица.

## Биографија
Јована Петровић рођена је 1973. године у Београду, као кћи познатог глумца, режисера и сценаристе Чедомира Петровића и унука глумца и комичара Миодрага Петровића Чкаље. Дипломирала је глуму 1997. године на Факултету драмских уметности у Београду, у класи професора Миленка Маричића и Гордане Марић, где је уписала и постдипломске студије. Године 2005. је радила у Дому Омладине као уредник позоришног програма. Бави се хуманитарним радом у више добротворних представа за Коло Српских сестара.
Јована Петровић је била у вези је са глумцем Игором Первићем.

## Филмографија
| Год.       | Назив                     | Улога                         |
| ---------- | ------------------------- | ----------------------------- |
| 1970.-те   |                           |                               |
| 1977.      | Усијане главе             | Девојчица                     |
| 1990.-те   |                           |                               |
| 1996.      | То се само свици играју   | Унука сиромаха                |
| 1997.      | Чкаља Но. 1               |                               |
| 2000.-те   |                           |                               |
| 2000.      | Мили и слатки, мој Ђокице | Јасна                         |
| 2001.      | Сељаци                    | Добрила                       |
| 2001.      | Све је за људе            | Добрила                       |
| 1999—2001. | Породично благо           | Службеница у суду             |
| 2003.      | Наша мала редакција       | Милица                        |
| 2003.      | Баби                      | Борис                         |
| 2009.      | Неки чудни људи           | Млада глумица Ленка Тодоровић |
| 2006—2009. | Сељаци (ТВ серија)        | Добрила                       |